# 오스트리아의 정당
오스트리아의 정당 목록이다. 

## 주요 정당
- 사민당 - 사회민주주의, 사회합의주의, 유럽통합주의 정당
- 국민당 - 기독교 민주주의, 보수주의 정당
- 자유당 - 민족자유주의, 민족보수주의, 우익대중주의, 반이민정서, 유럽회의주의 정당
- 녹색 - 녹색 대안 - 녹색 정치, 사회진보주의 정당
- NEOS - 신오스트리아와 자유포럼  - 자유주의, 유럽통합주의 정당
- 팀 슈트로나흐 - 유럽회의주의, 경제적 자유주의, 대중주의 정당

## 비주류 정당
- 노동당 - 마르크스주의, 공산주의, 유럽회의주의, 반개정주의 정당
- 동물권당 - 동물권 정당
- 흑황동맹 - 군주주의 정당
- 기독교 선거 커뮤니티 - 기독교정치, 사회보수주의, 유럽회의주의 정당
- 기독당 - 보수주의, 기독교민주주의, 사회보수주의, 유럽회의주의 정당
- EU 탈퇴당 - 유럽회의주의, 민주주의, 동물권리, 반성직자주의, 생태주의 정당
- 오스트리아 시민포럼
- 유니티 리스트 - 슬로베니아 소수민족주의 정당
- 공산당 - 마르크스주의, 공산주의, 좌익대중주의 정당
- 레프트
- 미래 동맹 - 유럽회의주의, 우익 포퓰리즘, 경제자유주의, 사회보수주의 정당
- 리스트 부르겐란트
- 자유 연맹 - 기독교정치, 유럽회의주의, 민주주의, 동물권, 생태주의 정당
- 해적당 - 해적정치 정당
- 세이브 오스트리아
- 사좌당 - 마르크스주의, 사회주의, 트로츠키주의 정당
- 개혁보수당 - 보수주의, 유럽회의주의 정당
- 사회자유당
- 앞으로 티롤

## 같이 보기
- 오스트리아의 역사
- 오스트리아의 정치